# Gastrotheca splendens
Gastrotheca splendens är en groddjursart som först beskrevs av Schmidt 1857.  Gastrotheca splendens ingår i släktet Gastrotheca och familjen Hemiphractidae. IUCN kategoriserar arten globalt som starkt hotad. Inga underarter finns listade i Catalogue of Life.